# Khalifa Ghwell
Khalifa al-Ghawil, anche traslitterato Khalifa al-Ghweil (in arabo خليفة الغويل‎?) o Ghwell, (Misurata, 1964) è un politico libico.
È stato il Primo Ministro del non riconosciuto internazionalmente Governo di Salvezza Nazionale di Tripoli, guidato dal Congresso Nazionale Generale, durante la seconda guerra civile libica, fino all'insediamento del Governo di Accordo Nazionale sostenuto dall'ONU.

## Biografia
Khalifa al-Ghawil nacque nel 1964.
Ha conseguito una laurea in Ingegneria all'Università Garyunis di Bengasi.
Durante la seconda guerra civile libica, Al-Ghawil fu un deputato del non riconosciuto Governo di Salvezza Nazionale di Tripoli, del primo ministro Omar al-Hassi.

### Primo Ministro del GNS
Il 31 marzo 2015, dopo che al-Hassi fu dimesso dalla guida del GNS, Al-Ghawil fu invitato a servire come primo ministro provvisorio, inizialmente per un mese. Il 1º dicembre 2015, formò un nuovo governo, che rimase in carica fino alla costituzione del Governo di Accordo Nazionale di Fayez al-Sarraj come effetto degli accordi di pace di Shikrat del 17 dicembre 2015.
Il primo ministro del Governo di Accordo Nazionale appoggiato dall'ONU arrivò a Tripoli il 30 marzo 2016. Il giorno seguente fu riportato che il GNA aveva preso il controllo degli uffici del primo ministro, e che il primo ministro del GNS Khalifa al-Ghawil era fuggito a Misurata. 
Il 5 aprile 2016 il GNS, che era stato guidato da Al-Ghawil, annunciò il proprio scioglimento e trasferì il potere al Consiglio Presidenziale. Tuttavia, Al-Ghawil ed altri membri del Congresso Nazionale Generale non approvarono questa decisione, e continuarono a considerare il GNS come esistente e non dissolto.

### Opposizione al GNA
Il 14 ottobre 2016, la Guardia Presidenziale si ribellò a Tripoli e proclamò alleanza al GNS, prese il palazzo del Consiglio di Stato e annunciò il ritorno del governo Ghawil Quindi vi furono combattimenti tra i lealisti di Sarraj e le milizie di Ghawil.
Il 5 novembre 2016 Ghawil inaugurò la Centrale elettrica nella città di Al Khums, controllata da milizie islamiste leali al GNS.
Il 12 gennaio 2017 le milizie islamiste leali al GNS assaltarono il complesso degli edifici di Tripoli sede del Ministero della difesa del GNA.

#### Costituzione della Guardia Nazionale
Il 9 febbraio 2017 le milizie leali al GNS si proclamarono "Guardia Nazionale Libica" (LNG) sfilando per la capitale e rivendicando il proprio ruolo nella cacciata di Gheddafi il 17 febbraio 2011. Il comandante Mahmoud Al-Ziga dichiarò di non riconoscere il GNA di al-Sarraj. La Guardia Nazionale Libica era stata proclamata dal GNC nel 2015 con l'obiettivo di difendere la rivoluzione del 2011 contro il governo di Tobruch.
Il 16 febbraio 2017 (un giorno prima dell'anniversario della rivoluzione) Khalifa al-Ghawil presiedette la cerimonia di apertura dell'Aeroporto Internazionale di Tripoli, rivendicando al proprio governo (GNS) il merito della ricostruzione dell'aeroporto in un anno di tempo e della capacità di reperire finanziamenti internazionali. Alla cerimonia la sicurezza fu garantita dalla Brigata al-Marsa di Misurata, affiliata alla LNG, e molti dei partecipanti erano noti oppositori del GNA, come il comandante della LNG al-Ziga, e molti islamisti e membri del GNC e del Partito della Giustizia e della Ricostruzione, ramo libico dei Fratelli Musulmani.
La battaglia, inizialmente limitata ai quartieri meridionali Salahadin e Abu Salim, si estese ad altre aree di Tripoli il 14 marzo 2017. Le forze leali al GNA avevano ricatturato il complesso del Palazzo degli ospiti e l'hotel Rixos. Il canale fu spento mentre fu anche riferito da uno dei suoi aiutanti che Khalifa Al-Ghawil era stato ferito nei combattimenti. Un accordo richiese il ritiro di tutti i gruppi armati da Tripoli in 30 giorni.
Il 28 maggio la VII brigata della Guardia Presidenziale (brigata Al-Kani) di Tarhuna, prese il controllo dell'aeroporto internazionale di Tripoli come milizia neutrale dopo che le milizie di Misurata leali a Khalifa Ghawil si furono ritirate a seguito di due giorni di combattimenti. Il giorno seguente la città di Tripoli era interamente sotto controllo delle milizie leali al GNA, mentre tutte le milizie leali al GNS si erano ritirate a seguito degli scontri.